# チリの島の一覧
チリの島の一覧を示す。

## 一覧 (面積順)
チリにある面積が1,000 km2を超える島の一覧。
| 順位 | 島名                     | 面積(km2)             | 緯度経度                                                          |
| ---- | ------------------------ | --------------------- | ----------------------------------------------------------------- |
| 1    | フエゴ島                 | 29,484.7 (47,992 km2) | 南緯54度00分00秒 西経69度00分00秒 / 南緯54.00000度 西経69.00000度 |
| 2    | チロエ島                 | 8,394                 | 南緯42度40分36秒 西経73度59分36秒 / 南緯42.67667度 西経73.99333度 |
| 3    | ウェリントン島           | 5,556                 | 南緯49度22分00秒 西経74度55分00秒 / 南緯49.36667度 西経74.91667度 |
| 4    | リエスコ島               | 5,110                 | 南緯52度54分00秒 西経72度10分00秒 / 南緯52.90000度 西経72.16667度 |
| 5    | オステ島                 | 4,117                 | 南緯55度15分00秒 西経69度00分00秒 / 南緯55.25000度 西経69.00000度 |
| 6    | サンタ・イネス島         | 3,688                 | 南緯53度45分00秒 西経72度45分00秒 / 南緯53.75000度 西経72.75000度 |
| 7    | ナバリノ島               | 2,473                 | 南緯55度05分00秒 西経67度40分00秒 / 南緯55.08333度 西経67.66667度 |
| 8    | マグダレナ島             | 2,025                 | 南緯44度35分44秒 西経73度11分25秒 / 南緯44.59556度 西経73.19028度 |
| 9    | デソラシオン島           | 1,352                 | 南緯53度06分00秒 西経73度54分00秒 / 南緯53.10000度 西経73.90000度 |
| 10   | ドーソン島               | 1,290                 | 南緯53度58分12秒 西経70度34分48秒 / 南緯53.97000度 西経70.58000度 |
| 11   | カンパナ島               | 1,187.8               | 南緯48度21分00秒 西経75度18分00秒 / 南緯48.35000度 西経75.30000度 |
| 12   | アラセナ島               | 1,164                 | 南緯54度10分00秒 西経71度20分00秒 / 南緯54.16667度 西経71.33333度 |
| 13   | クラレンセ島             | 1,111                 | 南緯54度10分00秒 西経71度50分00秒 / 南緯54.16667度 西経71.83333度 |
| 14   | リットレ・ウェリントン島 | 1,062.8               | 南緯48度31分57秒 西経74度46分32秒 / 南緯48.53250度 西経74.77556度 |
| 15   | マドレ・デ・ディオス島   | 1,043                 | 南緯50度06分10秒 西経75度14分38秒 / 南緯50.10278度 西経75.24389度 |

## その他
- イースター島 - チリの最西端の島 南緯27度07分00秒 西経109度22分00秒
- ヌエバ島 - チリの最東端の島 南緯55度13分23秒 西経66度33分42秒
- ディエゴ・ラミレス諸島 - チリの最南端の島 南緯56度29分00秒 西経68度44分00秒
  - バルトロメ島
  - ゴンサロ島
- ウォラストン諸島
- エルミテ諸島
  - オルノス島 南緯55度56分39秒 西経67度16分51秒
- サラ・イ・ゴメス島 南緯26度28分20秒 西経105度21分45秒
- デスベントゥラダス諸島
  - サン・フェリクス島
  - サン・アンブロシオ島 南緯26度20分37秒 西経79度53分28秒
- ファン・フェルナンデス諸島
  - ロビンソン・クルーソー島（Robinson Crusoe Island） 南緯33度38分29秒 西経78度50分28秒
  - アレハンドロ・セルカーク島（英語版） 南緯33度45分04秒 西経80度47分00秒
  - サンタ・クララ島（英語版）